# ديبورا إس جين
ديبورا إس جين (بالإنجليزية: Deborah S. Jin)‏ (و. 1968 – 2016 م) هي فيزيائية، وأستاذة جامعية من الولايات المتحدة الأمريكية . ولدت في ستانفورد (كاليفورنيا) .وكانت عضوة في الأكاديمية الوطنية للعلوم، والأكاديمية الأمريكية للفنون والعلوم .
توفيت في بولدر (كولورادو)، عن عمر يناهز 48 عاماً. بسبب سرطان .

## التعليم
تعلمت في جامعة شيكاغو، وتحصلت منها على دكتوراه، وجامعة برنستون

## مناصب وهيئات
أدارت جامعة كولورادو بولدر.

## جوائز
حصلت على جوائز منها:
- وسام إسحاق نيوتن (2014)
- جائزة كومستوك في الفيزياء (2014)
- جوائز لوريال-اليونسكو للمرأة في العلوم (2013)
- وسام بنجامين فرنكلن (2008)
- جائزة ماريا غوبرت ماير (2002)
- جائزة الرئيس للمهنة المبكرة للعلماء والمهندسين [الإنجليزية]‏ (2000)
- جائزة ويليام بروكتر للإنجازات العلمية [الإنجليزية]‏
- زمالة ماك آرثر.